# Mariska ten Heuw
Mariska ten Heuw (Hengelo (Overijssel), 1971) is een Nederlands politicus. Ze was van 1998 tot 2010 lid van de gemeenteraad van Hengelo en van 2010 tot 2022 wethouder van deze gemeente. Ten Heuw is lid van de Socialistische Partij (SP). Sinds 2024 is ze directeur-bestuurder van welzijnsorganisatie Avedan.

## Loopbaan
Mariska ten Heuw werd in 1989 op 17-jarige leeftijd actief binnen de SP toen in haar wijk Klein Driene een bibliotheekfiliaal met sluiting bedreigd werd. De gymnasium-leerlinge werd lid van het afdelingsbestuur en later afdelingsvoorzitter. Omstreeks deze periode studeerde ze politicologie en bestuurskunde aan de Universiteit van Amsterdam.
In 1998 werd ze gekozen in de gemeenteraad van Hengelo, waar de SP op dat moment drie zetels had. In 2005 werd ze fractievoorzitter. Hoewel de SP bij de verkiezingen van 2010 in Hengelo van vijf naar vier zetels terugviel, ging de partij voor het eerst deel uitmaken van het college en werd Ten Heuw wethouder met als portefeuille sociale zaken, werk en economie. Met name op sociale zaken moest bezuinigd worden. Volgens eigen zeggen lukte het haar om Hengelo desondanks sociaal te houden. Ze werd alom beschouwd als bekwaam bestuurder. Bij de verkiezingen van 2014 steeg de SP met Ten Heuw als lijsttrekker naar zeven zetels. In plaats van sociale zaken kreeg ze onder meer financiën, armoedebeleid en later ook groenbeheer in haar portefeuille. Ze maakte deel uit van werkgroepen bij de Vereniging van Nederlandse Gemeenten (VNG) op het gebied van schoolkosten, arbeidsparticipatie en economisch herstel. Ook was ze lid van de commissie Kwaliteitsafspraken MBO, die de minister van Onderwijs adviseerde.
Ten Heuw bleef wethouder tot 2022, toen de SP na de verkiezingen van dat jaar niet terugkeerde in het nieuwgevormde college. Na haar aftreden als wethouder was ze werkzaam voor de VNG. In oktober 2024 werd ze directeur-bestuurder van de welzijnsorganisatie Avedan. Ze was de opvolger van Ilse Saris. Binnen de SP was Ten Heuw voorzitter van partijcongressen en was ze meerdere malen kandidaat voor de Eerste Kamer en de Tweede Kamer.

## Privéleven
Ten Heuw is getrouwd en moeder van twee dochters. Ze is niet-kerkelijk.